# Tecumseh
För andra betydelser, se Tecumseh (olika betydelser).

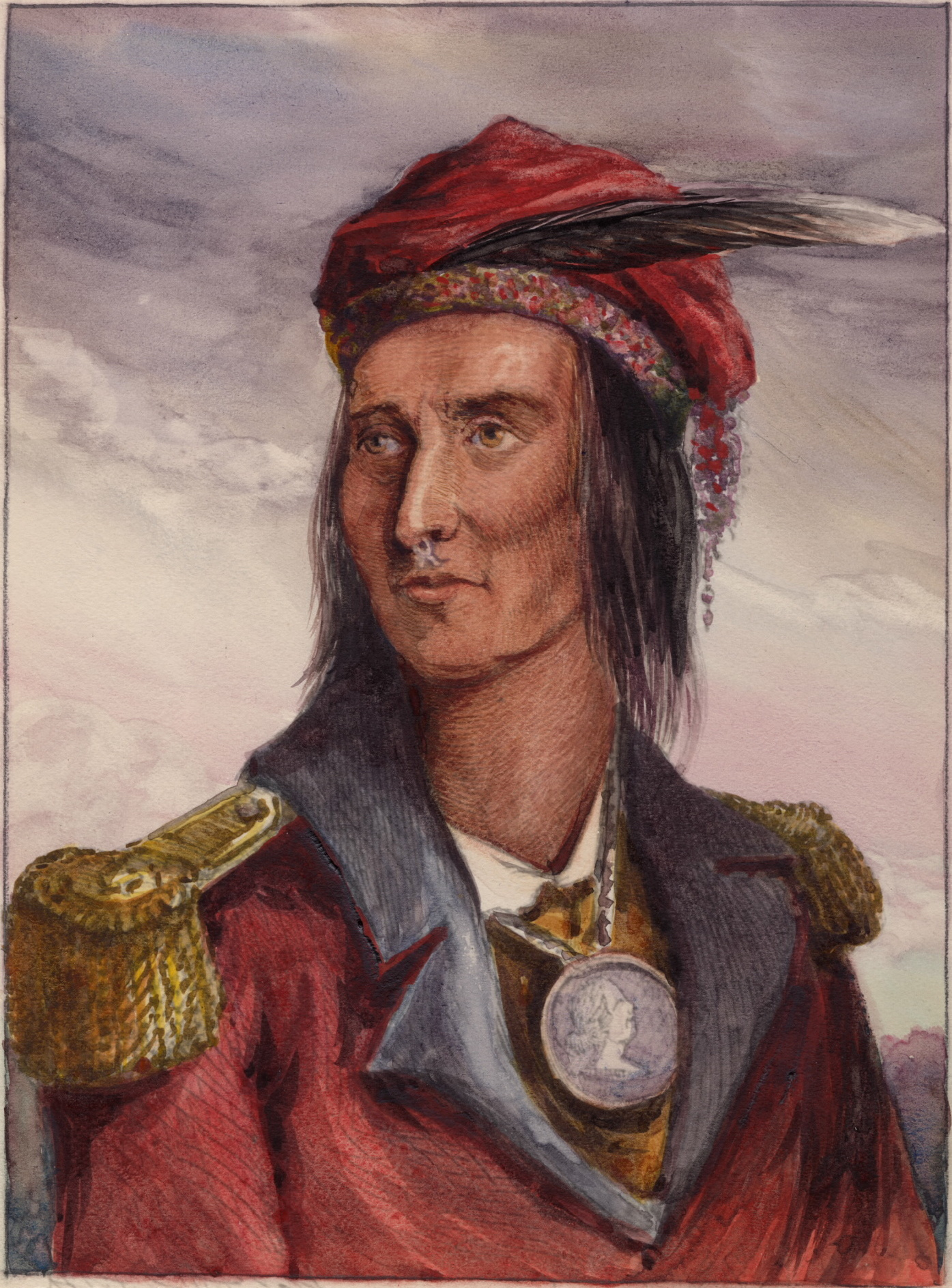
Tecumseh

Tecumseh, även känd som Tecumtha eller Tekamthi, född i mars 1768, död 5 oktober 1813, var en  militär och politisk ledare för både shawneerna och en sammanslutning av stammar, känd som Tecumsehs konfederation, som motsatte sig USA och allierade sig med Storbritannien under Tecumsehs krig. Tecumseh växte upp i Ohio Country under både Amerikanska frihetskriget och Nordvästra indiankriget. Till följd av Storbritanniens överlåtelse av Ohio till USA 1783 undanträngdes shawneerna längre åt nordväst. 1808 grundade de Prophetstown i nuvarande Indiana.
Tecumsehs strävanden för att bilda stamkonfederationen sammanföll och underbyggdes av brodern och profeten Tenskwatawas religiösa revitaliseringsrörelse. Under Tecumsehs krig stred Tecumseh mot blivande president William Henry Harrison (1841-1841), som kallade honom "Ett av de ovanliga genier som då och då träder fram för att ställa till revolutioner och omstörta den etablerade ordningen." Det var dessa strider som ledde till Tecumsehs död, vid slaget vid Thames år 1813.